# Sprowa
Sprowa – wieś w Polsce położona w województwie świętokrzyskim, w powiecie jędrzejowskim, w gminie Słupia.
W latach 1975–1998 miejscowość administracyjnie należała do województwa kieleckiego.
| SIMC    | Nazwa      | Rodzaj    |
| ------- | ---------- | --------- |
| 0269357 | Stara Wieś | część wsi |
| 0269363 | Zawsie     | część wsi |

## Nazwa
Nazwę miejscowości w zlatynizowanej staropolskiej formie Wsprowa villa oraz Sprowa wymienia w latach (1470–1480) Jan Długosz w księdze Liber beneficiorum dioecesis Cracoviensis.

## Historia
W połowie XV w. wieś była własnością rodu Odrowążów. Wywodził się stąd Jan Sprowski z rodu Odrowążów – arcybiskup gnieźnieński i prymas Polski.
Około 1460 r. wojewoda i starosta lwowski Andrzej Odrowąż nadał połowę wsi klasztorowi w Mogile. W 1475 r. klasztor odsprzedał swoją część Pieniążkowi z Iwanowic za 350 grzywien. Ze pieniądze te zakupiono wieś Opatkowice.
Według Długosza łany folwarczne w Sprowie dziesięcinę oddawały plebanowi w Szczekocinach. Natomiast 12 łanów kmiecych oddawało dziesięcinę prepozyturze krakowskiej. Było tu również 8 zagrodników i dwie karczmy z rolą – oddające dziesięcinę także prepozyturze krakowskiej.
W 1581 r. właścicielem wsi był Szczepanowski, który zapłacił podatek od 9 łanów kmiecych, 5 zagrodników z rolą, 5 komorników z bydłem, 5 komorników bez bydła oraz ćwierci karczmy.
W 1827 r. było tu 31 domów i 497 mieszkańców.
4 grudnia 1863 – miejsce zwycięskiej bitwy gen. Hauke-Bosaka w powstaniu styczniowym (zob. mogiła powstańców styczniowych koło wsi Goleniowy).

## Zabytki
- Park z XIX w., wpisany do rejestru zabytków nieruchomych (nr rej.: A.148 z 6.12.1957)[7].